# Хорділа
Хорділа (рум. Hordila) — село у повіті Васлуй в Румунії. Входить до складу комуни Пунджешть.
Село розташоване на відстані 273 км на північ від Бухареста, 24 км на захід від Васлуя, 51 км на південь від Ясс.